# Dżubb as-Saur
Dżubb as-Saur (arab. جب الثور) – wieś w Syrii, w muhafazie muhafazie Aleppo. W 2004 roku liczyła 799 mieszkańców.